# Bíró József (művészettörténész)
Bíró József vagy Biró József (Nagyvárad, 1907. július 8. – Budapest, 1945. január 7.) magyar művészettörténész, Bíró Imre orvos testvére.

## Élete
Apja, Bíró Márk szervezte meg a nagyváradi zsidó líceumot, ahol a fia is folytatta a premontrei gimnázium megszüntetése miatt félbeszakadt tanulmányait. Előbb festőművészi pályára készült, s a budapesti Képzőművészeti Főiskolán Réti István növendéke volt, majd a pesti egyetem bölcsészeti karán 1932-ben művészettörténetből doktorált.
Életét az erdélyi műemlékek kutatásának szentelte. Kiváló szakmai felkészültsége nagyszerű esztétikai érzékkel és ügyszeretettel párosult. Kelemen Lajos segítségével témái megírásához levéltári kutatásokat és helyszíni tanulmányokat folytatott. Filológiai pontossággal megírt munkáit tárgyába való beleélés és ízes, színes stílus jellemzi. Munkatársa volt az Erdélyi Múzeumnak.
Önállóan megjelent kötetei mellett tanulmányai sorából kiemelkedik: Két kolozsvári főúri barokk palota (Archaeologiai Értesítő, Budapest, 1934); A zsibói kastély a Gerevich-emlékkönyvben.
1945 elején a nyilasterror áldozata lett: édesapjával együtt a Dunába lőtték.

## Önálló kötetei
- A modern grafológia. Budapest: Pantheon, 1930
- Nagyvárad barok [sic!] és neoklasszikus művészeti emlékei (doktori értekezés), Budapest: Centrum, 1932
- A kolozsvári Bánffy-palota és tervező mestere, Johann Eberhard Blaumann. Erdélyi Tudományos Füzetek 63. Cluj, 1933
- A kolozsvári Szent Mihály-templom barok [sic!] emlékei. Cluj-Kolozsvár, 1934
- Két kolozsvári főúri barokk palota. Budapest, 1934
- A belényesi róm. kath. templom. Budapest, 1935
- A bonczhidai Bánffy-kastély. ETF 75. Cluj, 1935
- Magyar művészet és erdélyi művészet. ETF 80. Kolozsvár, 1935
- A gernyeszegi Teleki-kastély. Budapest, 1938
- Kolozsvári képeskönyv.  Budapest, 1940
- Az erdélyi magyar műemlékpolitika feladatai. Cluj-Kolozsvár, 1940
- Erdély művészete. Budapest: Singer és Wolfner, 1941
- Kolozsvár in Bildern. Budapest: Singer és Wolfner, 1941
- Európa festészete. Budapest: Officina, 1942
- A zsibói kastély. Budapest, 1942
- Chateaux de Transylvanie. Budapest, 1942
- Erdély műemlékeinek sorsa a belvederei döntés után. Kolozsvár, 1943
- Erdélyi kastélyok. Budapest: Új Idők Irodalmi Intézet, 1943

## Társasági tagság
- Paál László Társaság